# Carvalhais de Cima
Carvalhais de Cima é uma aldeia portuguesa da freguesia de Assafarge e Antanhol, Município e [[Distrito de Coimbra.
Situa-se em Carvalhais de Cima a ermida de Santo Amaro, que anualmente, no primeiro fim de semana do mês de Agosto, recebe uma romaria religiosa bastante concorrida pelas redondezas. No monte de Santo Amaro, há um descampado e uma capela que está no centro. As tendas comerciais da romaria estão implantadas no descampado, tudo acontecendo à volta do pequeno santuário. 
O ermo de Santo Amaro também recebe festivais de folclore.
Foram encontrados perto de Carvalhais de Cima utensílios de pedra que demonstram que este lugar de Assafarge e Antanhol poderá ter sido das primeiras zonas da freguesia a ser povoada.

## Património
- Ermida de Santo Amaro;
- Alminhas de Carvalhais de Cima.